# Shawn Redhage
Shawn Redhage (Lincoln, 21 de janeiro de 1981) é um basquetebolista profissional australiano, atualmente joga no Perth Wildcats.